# (21552) Richardlee
(21552) Richardlee est un astéroïde de la ceinture principale d'astéroïdes.

## Description
(21552) Richardlee est un astéroïde de la ceinture principale d'astéroïdes. Il fut découvert le 17 août 1998 à Socorro (Nouveau-Mexique) par le projet LINEAR. Il présente une orbite caractérisée par un demi-grand axe de 2,60 UA, une excentricité de 0,01 et une inclinaison de 22,1° par rapport à l'écliptique.

## Compléments